# Sofala (Nova Gales do Sul)
Sofala é um pequeno povoado localizado no estado australiano da Nova Gales do Sul. Situado à 250 km ao noroeste de Sydney, de acordo com o censo de 2006, Sofala possui uma população de apenas 208 pessoas.